# Tears in Heaven
Tears in Heaven je píseň, kterou v roce 1992 napsali Eric Clapton a Will Jennings pro film Rush. Jde o pomalou bluesrockovou baladu, jejíž inspirací byla smrt Claptonova syna Conora. Ten nešťastnou náhodou vypadl v březnu 1991 z 53. poschodí newyorského mrakodrapu. Tears in Heaven je jeden z Claptonových nejúspěšnějších singlů, dosáhl na druhé místo americké singlové hitparády Billboard Hot 100. Singl získal tři ceny Grammy, a to v kategoriích: píseň roku, nahrávka roku a nejlepší mužský popový zpěv.